# Ferté-Saint-Samson
Ferté-Saint-Samson é uma comuna francesa na região administrativa da Normandia, no departamento de Sena Marítimo. Estende-se por uma área de 19,59 km². Em 2010 a comuna tinha 472 habitantes (densidade: 24,1 hab./km²).